# Who Needs Pictures
Who Needs Pictures je první studiové album, které vydal Brad Paisley. Uvedeno bylo 1. června 1999 pod Arista Nashville.

## Seznam skladeb
| Pořadí | Název                             | Text                                   | Délka |
| ------ | --------------------------------- | -------------------------------------- | ----- |
| 1.     | Long Sermon                       | Paisley, Tim Nichols                   | 3:18  |
| 2.     | Me Neither                        | Paisley, Chris DuBois, Frank Rogers    | 3:19  |
| 3.     | Who Needs Pictures                | Paisley, Chris DuBois, Frank Rogers    | 3:45  |
| 4.     | Don't Breathe                     | Paisley                                | 2:53  |
| 5.     | He Didn't Have to Be              | Paisley, Kelley Lovelace               | 4:42  |
| 6.     | It Never Woulda Worked out Anyway | Paisley, Kelley Lovelace               | 2:41  |
| 7.     | Holdin' On to You                 | Paisley, Chris DuBois, Kelley Lovelace | 3:00  |
| 8.     | I've Been Better                  | Paisley, Robert Arthur                 | 4:07  |
| 9.     | We Danced                         | Paisley, Chris DuBois                  | 3:45  |
| 10.    | Sleepin' on the Foldout           | Paisley, Chris DuBois                  | 3:23  |
| 11.    | Cloud of Dust                     | Paisley, Chris DuBois                  | 4:05  |
| 12.    | The Nervous Breakdown             | Paisley, James Gregory, Mitch McMihen  | 3:29  |
| 13.    | In the Garden                     | lidová                                 | 4:30  |

## Získané certifikace
| Stát          | Ocenění |
| ------------- | ------- |
| Kanada (CRIA) | Zlato   |
| USA (RIAA)    | Platina |